# Dominique Lang

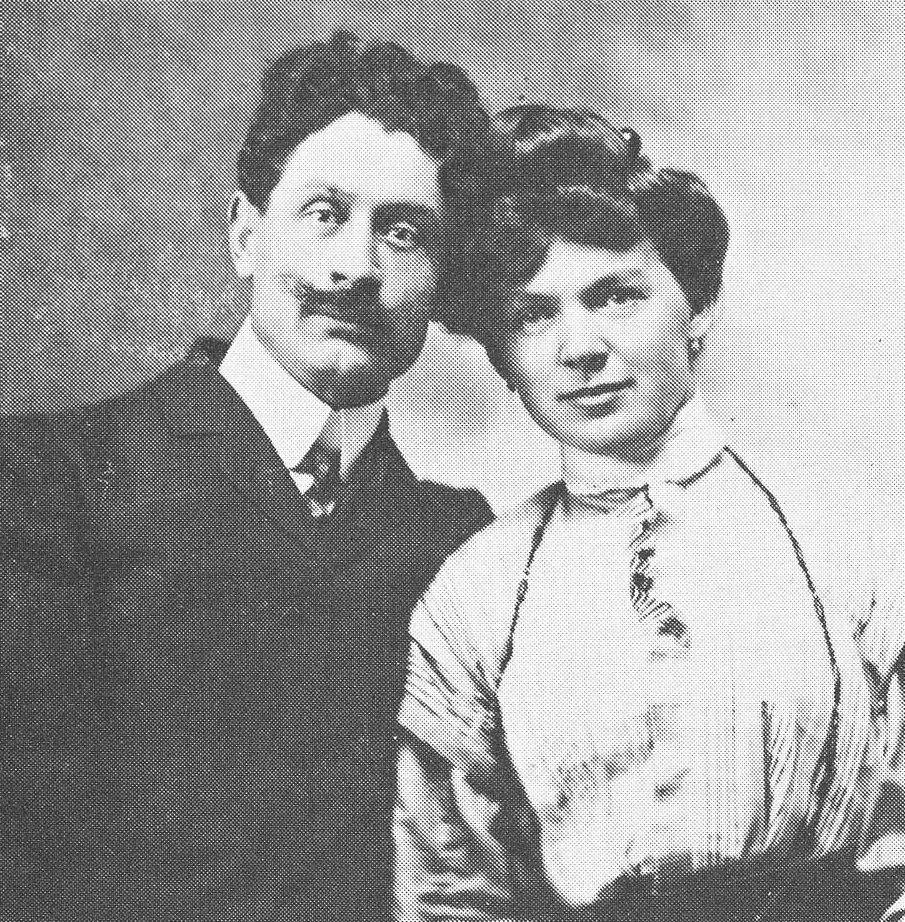
Dominique Lang en zijn vrouw Anne-Marie Ney

Dominick (Dominique) Lang (Dudelange, 15 april 1874 – Schifflange, 22 juni 1919) was een Luxemburgs kunstschilder. Hij wordt beschouwd als initiator van het Luxemburgse impressionisme.

## Leven en werk
Dominique Lang werd geboren in een welvarend boerengezin, als zoon van Peter Lang en Magdalena Nilles. Hij kreeg les van Michel Engels aan het Athénée de Luxembourg en vervolgde vanaf 1895 zijn opleiding aan de Koninklijke Academie voor Schone Kunsten van Antwerpen. Vader Lang had liever gezien dat Dominique in zijn voetsporen volgde en weigerde bij te dragen in de studiekosten. Hij werd echter onder de hoede genomen door abt Bernard Frantz, die hem kopieën van oude meesters liet maken.
Lang schilderde landschappen en portretten. Hij werkte aanvankelijk in de stijl van de prerafaëlieten. Zijn werk werd niet bijzonder goed ontvangen en Lange raakte in een depressie. Hij maakte studiereizen naar Florence en Rome (1901-1902), Parijs (1903-1905) en München (1906). Hij was lid van de Cercle Artistique de Luxembourg (CAL) en nam deel aan de jaarlijkse tentoonstellingen van de vereniging. Hij won in 1904 met Frantz Seimetz de Prix Grand-Duc Adolphe. In München kwam hij in aanraking met het impressionisme. Hij liet zijn symbolische schilderijen los en richtte zich op het lichtere werk. Hij ging onder meer en plein air-schilderijen langs de Alzette maken. Vanaf 1911 gaf hij tekenles, eerst aan het Lycée de Jeunes Filles, later aan de Industrie- en Handelsschool in Esch-sur-Alzette. 
Aan het einde van de Eerste Wereldoorlog raakte Lang opnieuw in een depressie. Hij overleed in juni 1919, op 45-jarige leeftijd. Een jury bestaande uit directeur-generaal van de Schone Kunsten N. Weiter, staatsarchitect Sosthène Weis en CAL-voorzitter Pierre Blanc kende hem een maand later opnieuw de Prix Grand-Duc Adolphe toe, "met de bedoeling de nagedachtenis van een kunstenaar van verdienste te eren en de hoge waarde van zijn werk te erkennen". In 1973 werd in Dudelange een galerie geopend die zijn naam kreeg.

## Enkele werken
- 1899: zelfportret, collectie Musée National d'Histoire et d'Art (MNHA).
- 1900-1901: Doop van Christus, muurschildering in de kerk van Junglinster.
- ca. 1901: kruisweg voor de kerk van Dudelange.
- 1904: Frühlingsboten, collectie MNHA.
- 1904: Le mort en visite, collectie MNHA.
- 1913: Le barrage, collectie MNHA.
- 1913: Matin d´hiver, collectie MNHA.
- 1915: Noyer au soleil de printemps, MNHA.
- ca. 1916: zelfportret, privécollectie.
- 1917: Matin d'hiver', collectie MNHA.

## Galerij

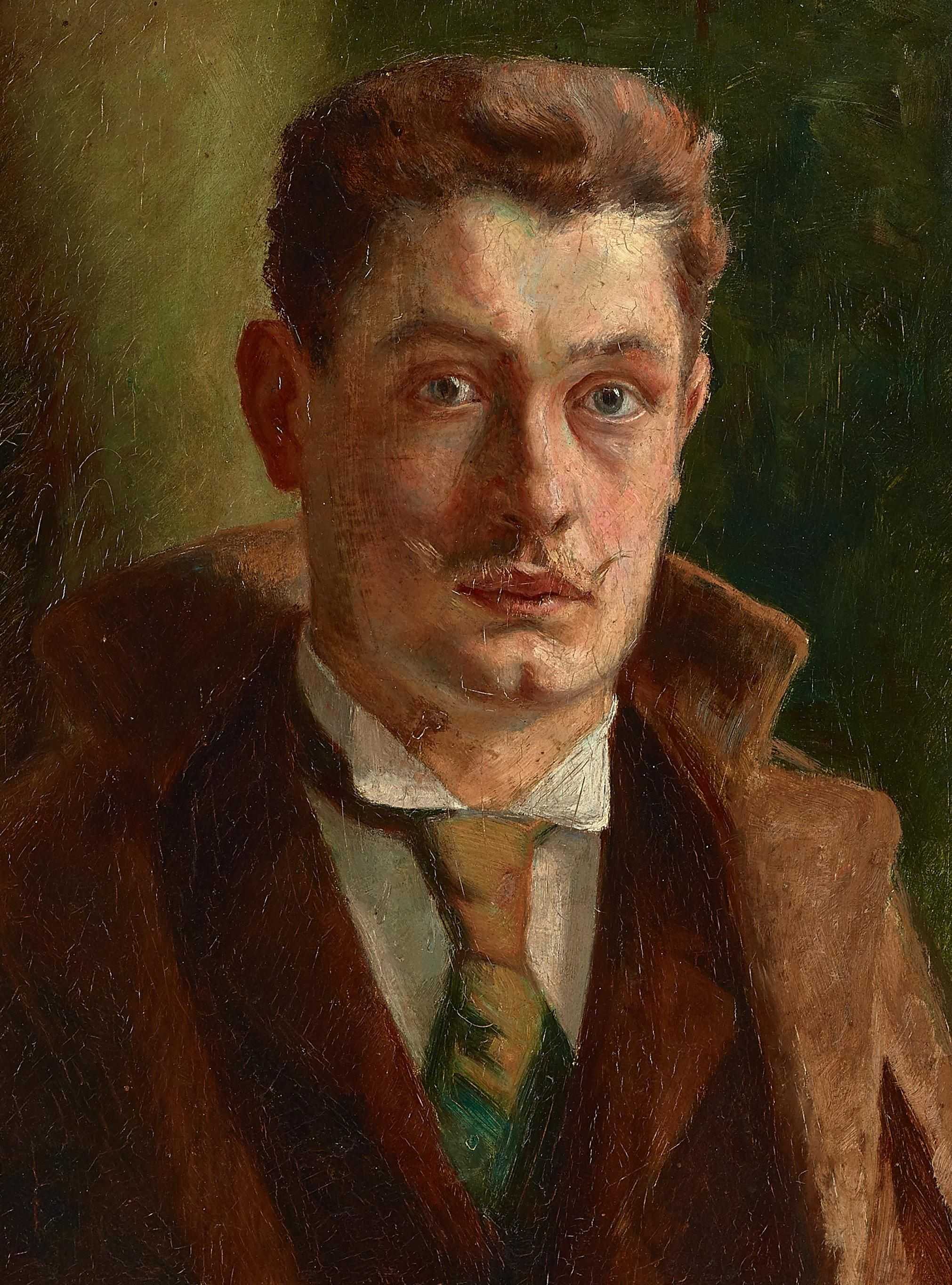
Zelfportret (1899)
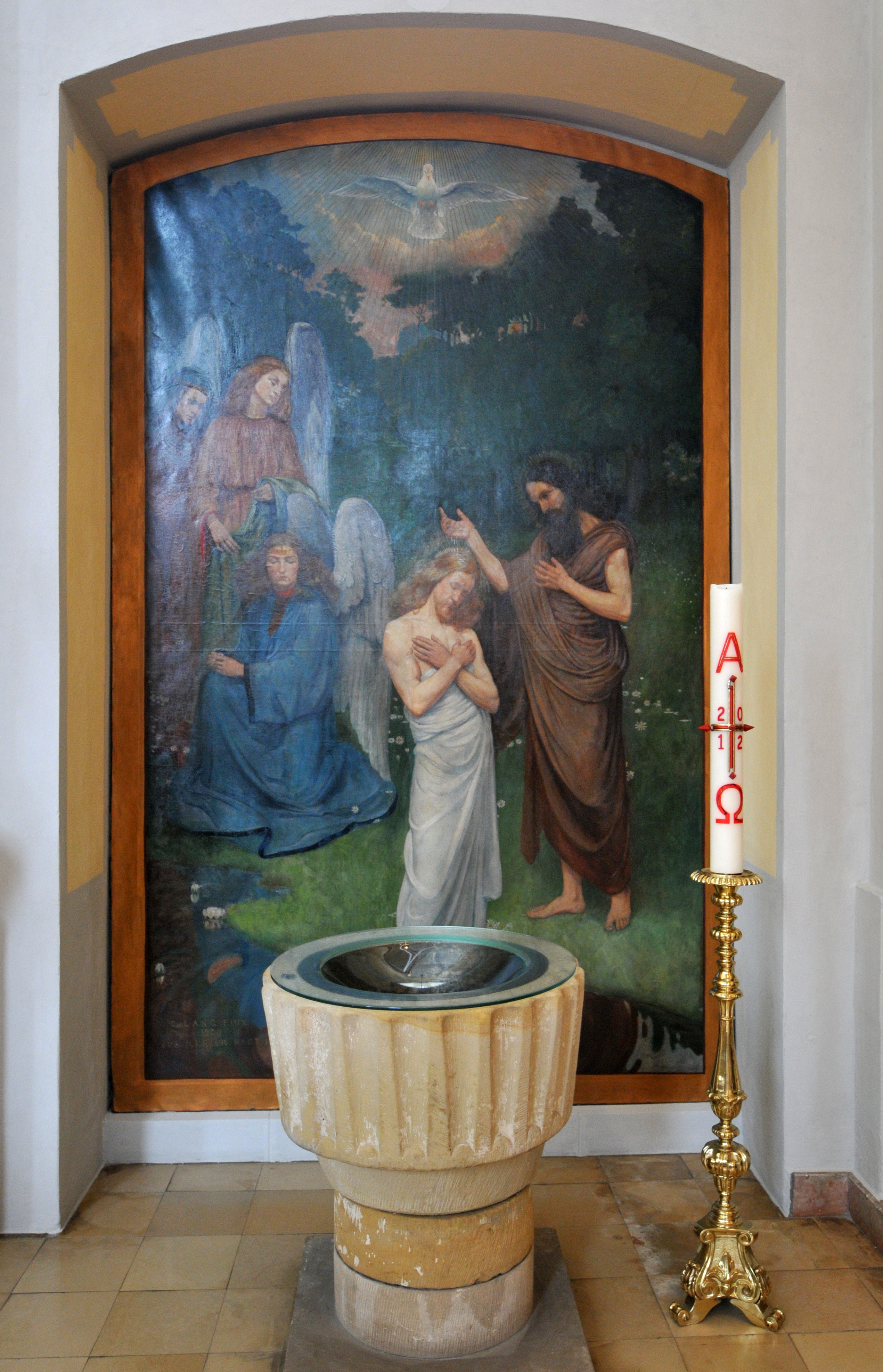
Doop van Christus (1900-1901), Junglinster
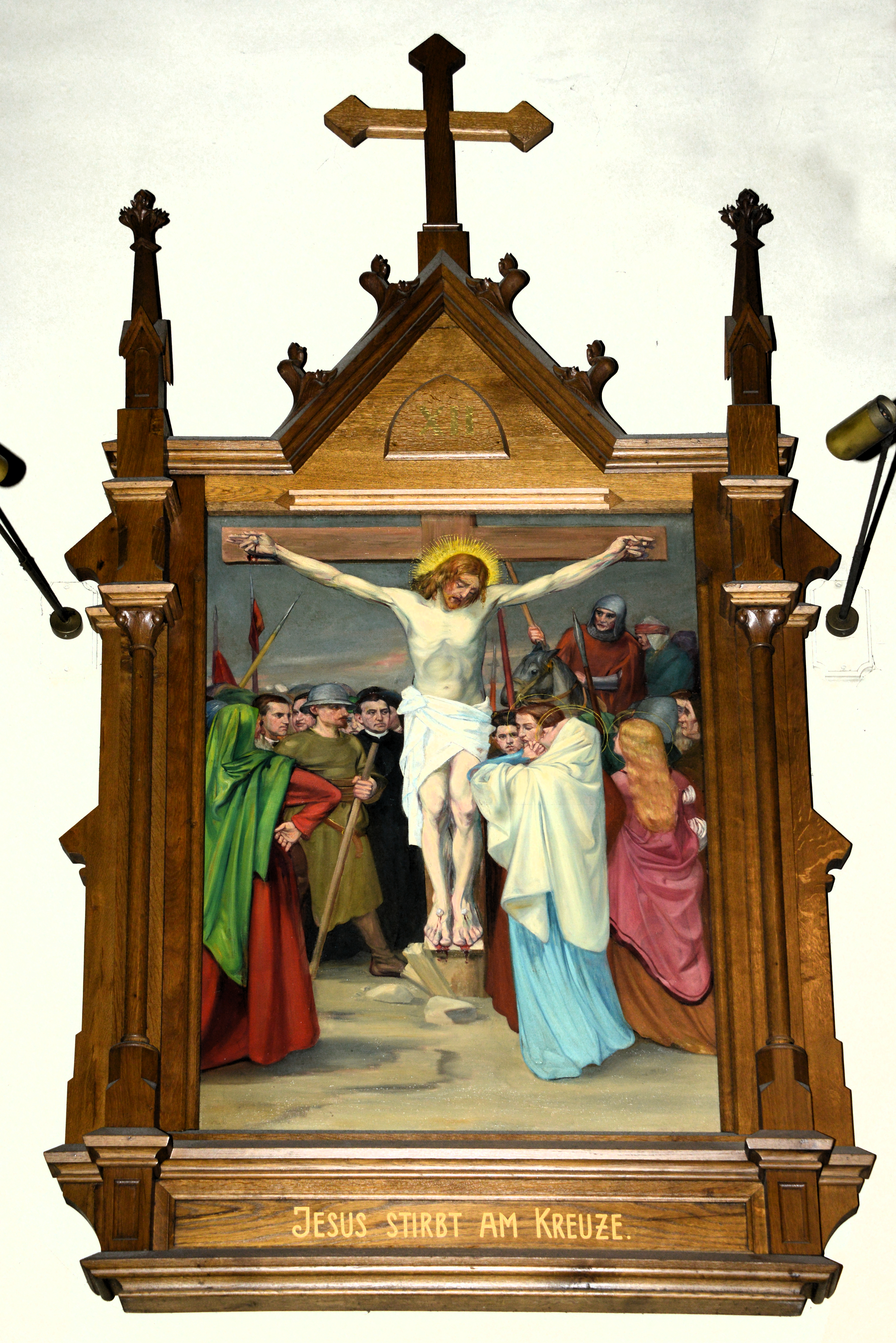
kruiswegstatie (ca. 1901), Dudelange
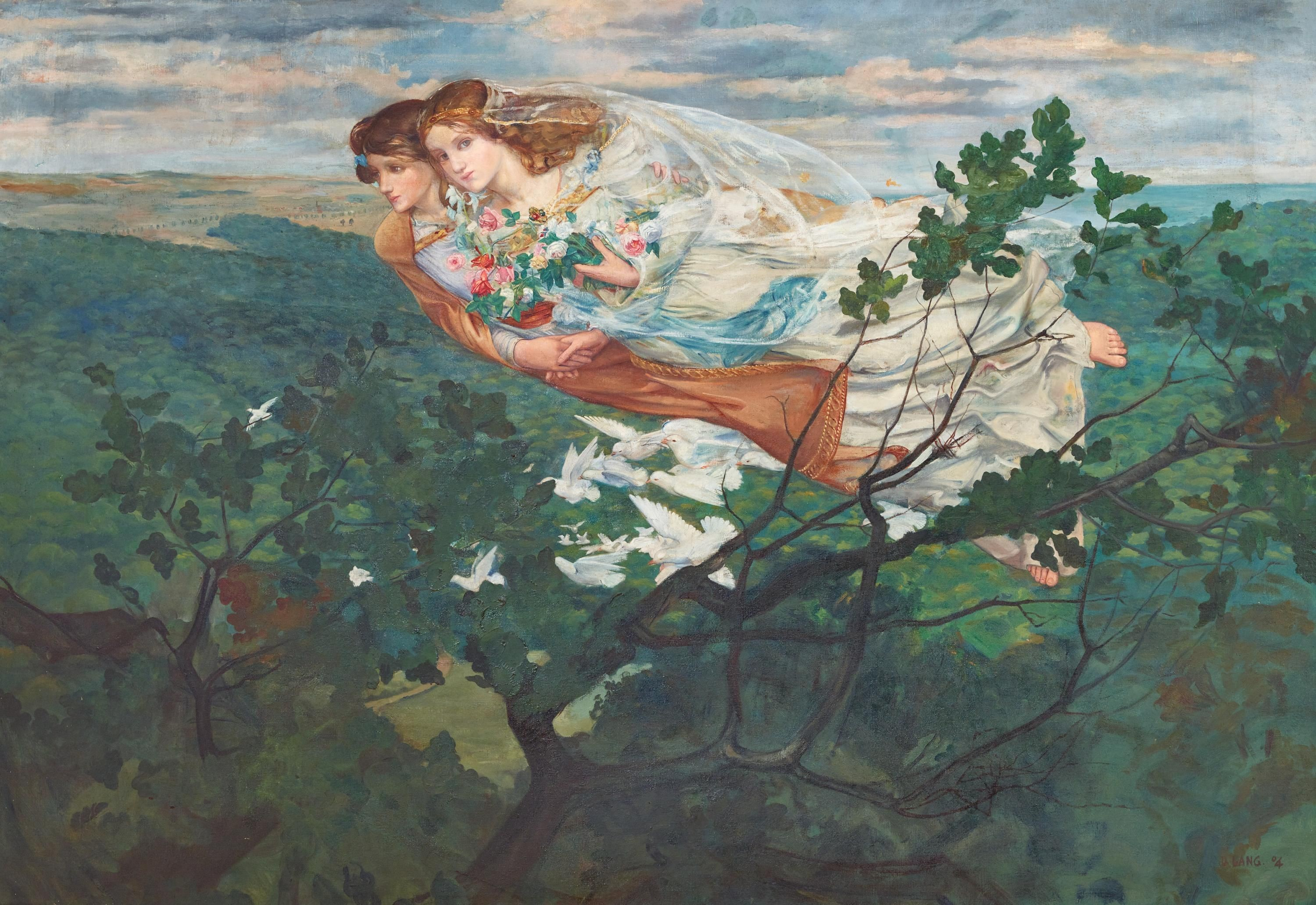
Frühlingsboten (1904), MNHA
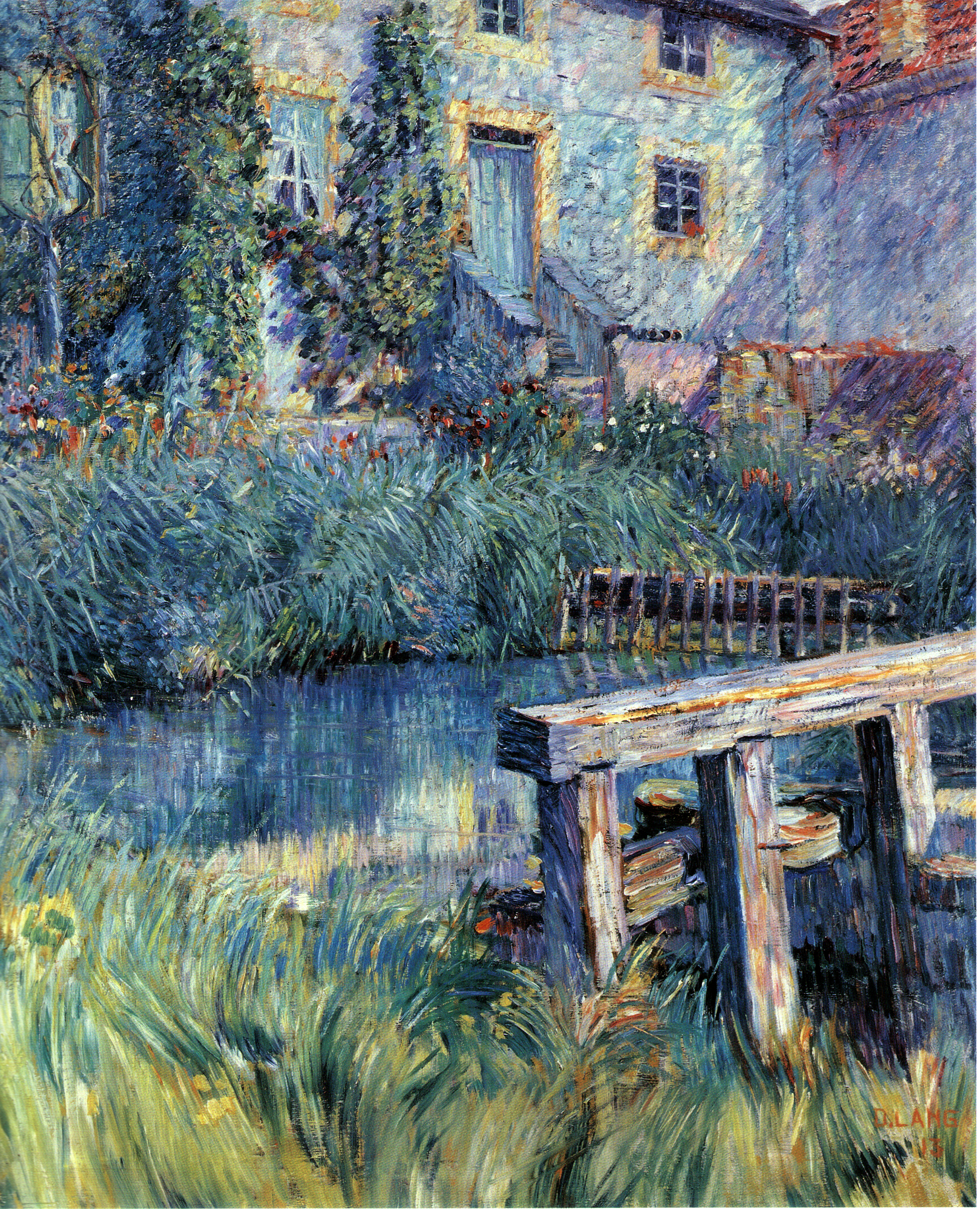
Le barrage (1913), MNHA
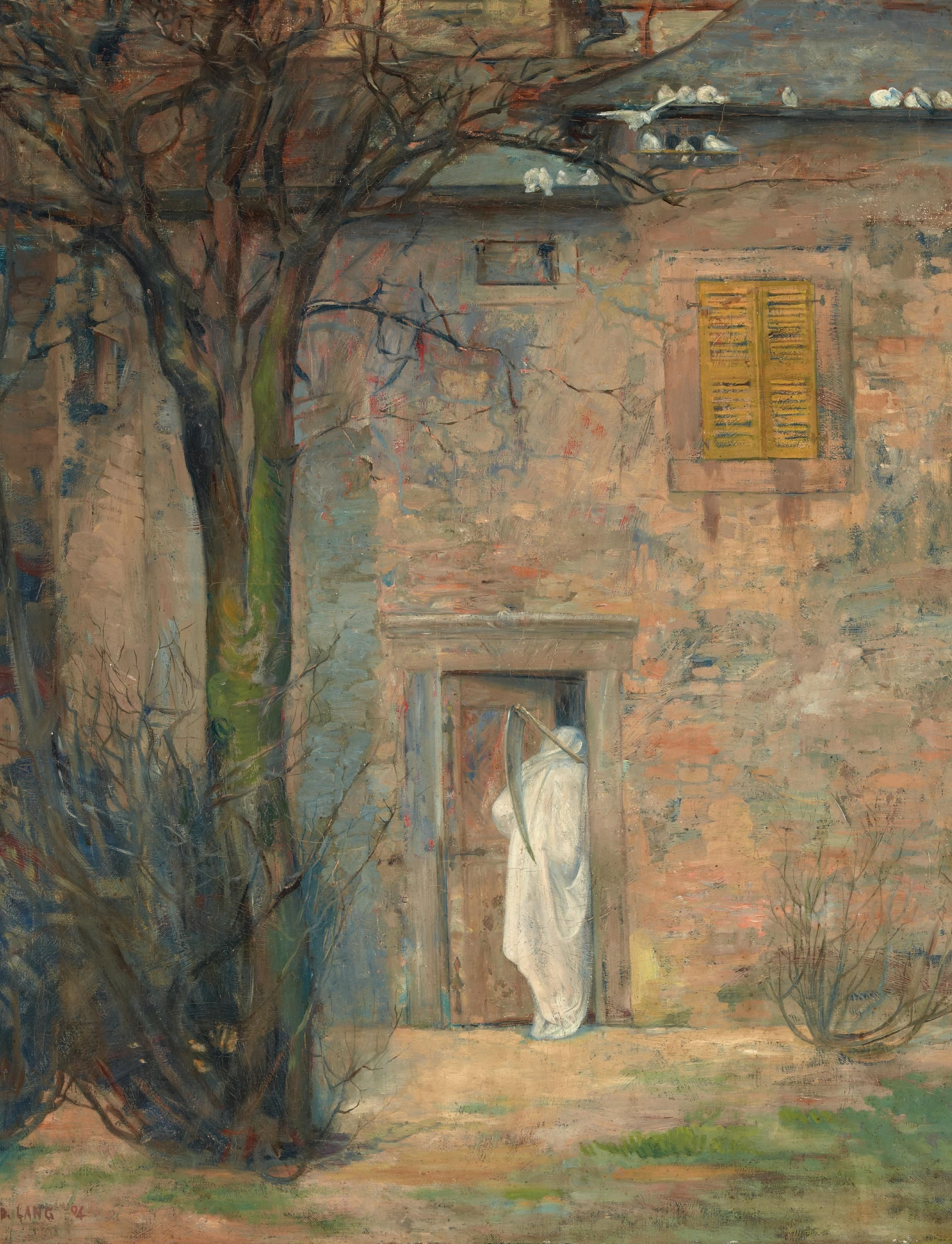
Le mort en visite (1904), MNHA
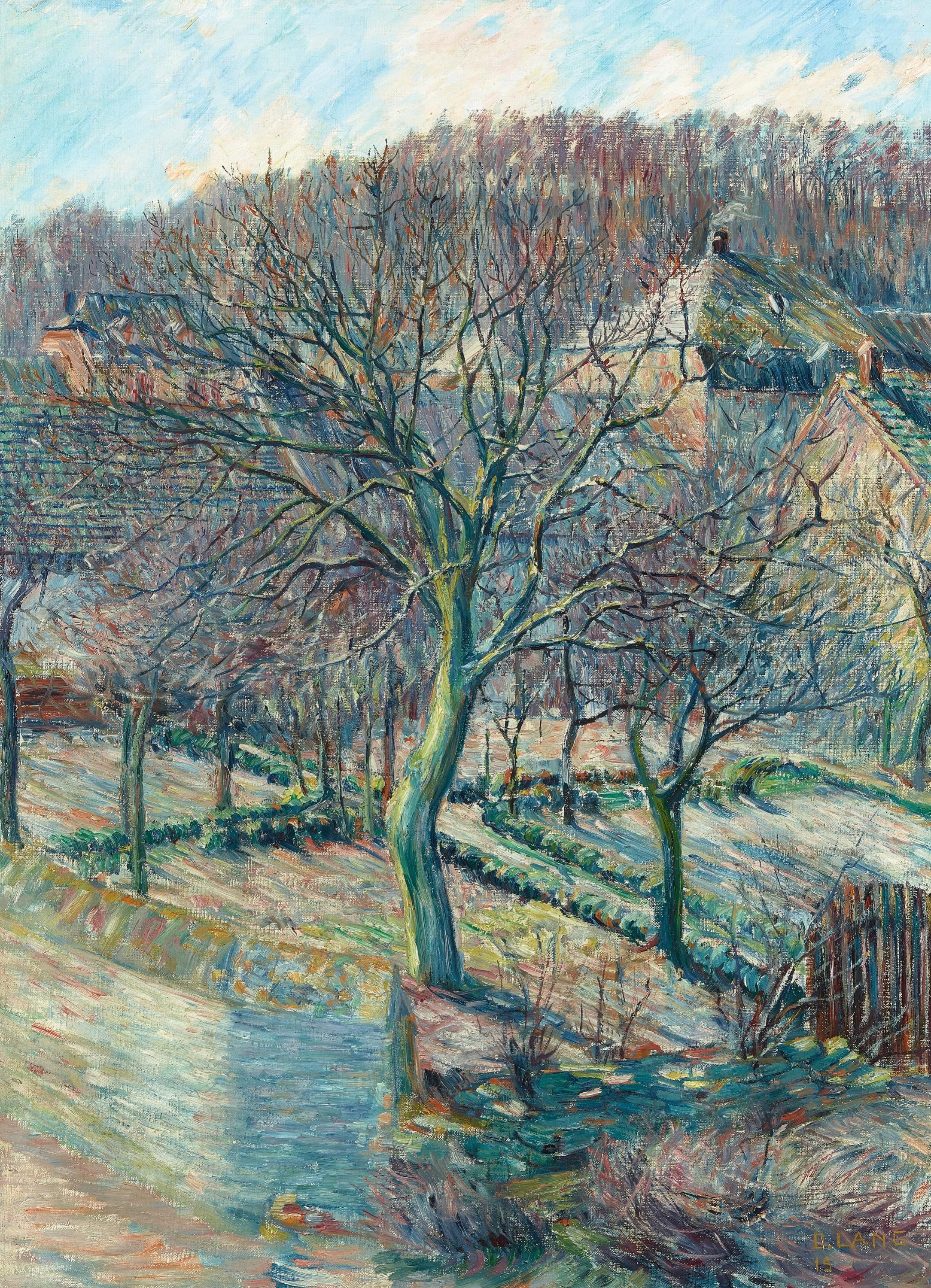
Noyer au soleil de printemps (1915), MNHA
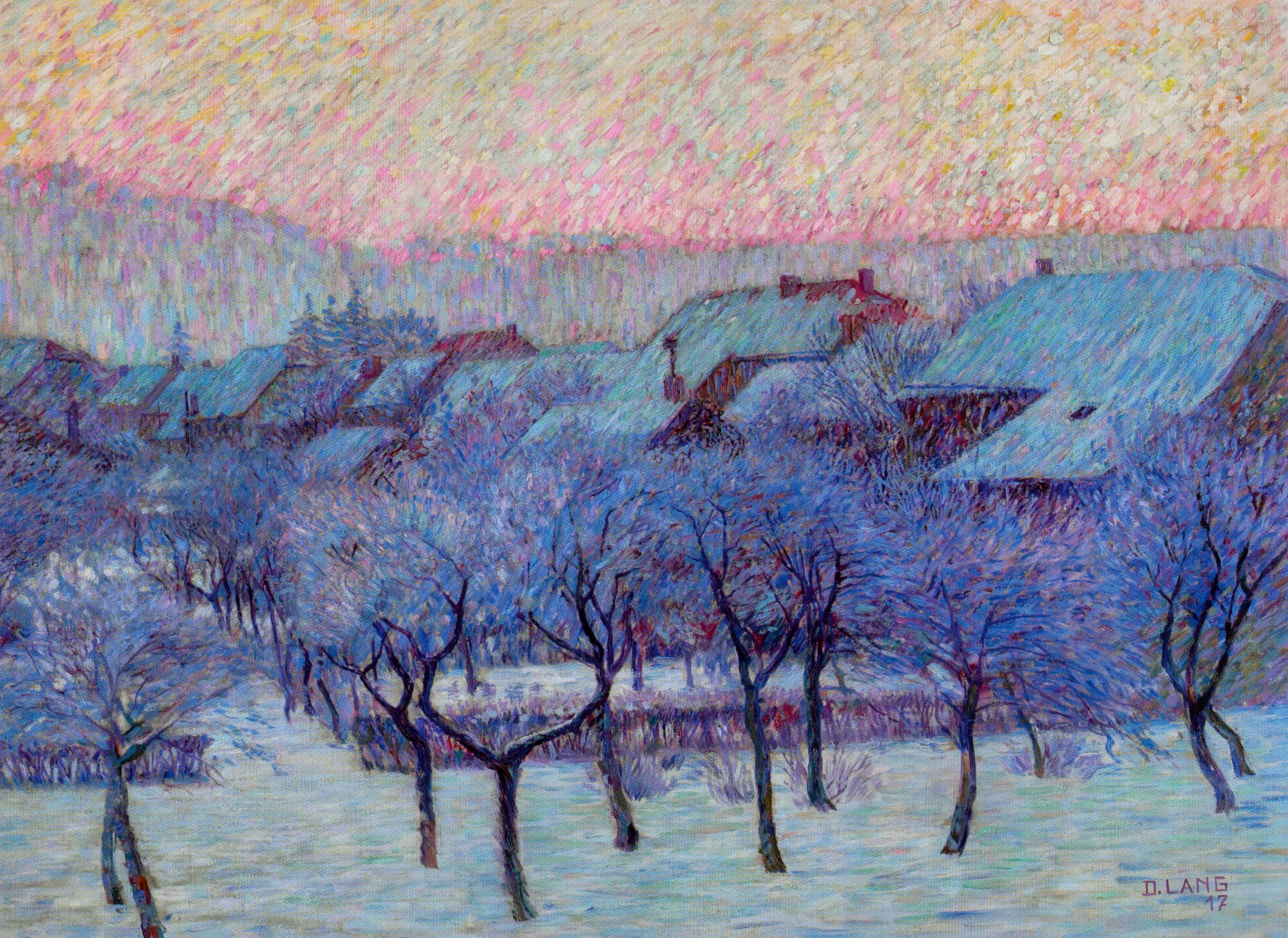
Matin d'hiver (1917), MNHA